# Pristimantis paulodutrai
Espèce
Synonymes
- Eleutherodactylus paulodutrai Bokermann, 1975
- Ischnocnema paulodutrai (Bokermann, 1975)

Statut de conservation UICN

 LC  : Préoccupation mineure
Pristimantis paulodutrai est une espèce d'amphibiens de la famille des Craugastoridae.

## Répartition
Cette espèce est endémique du Brésil. Elle se rencontre dans les États de Bahia et d'Alagoas jusqu'à 130 m d'altitude.

## Taxinomie
Cette espèce dans sa conception actuelle pourrait être un complexe d'espèces.

## Étymologie
Cette espèce est nommée en l'honneur de Paulo Coutinho Dutra.

## Publication originale
- Bokermann, 1975 : Tres especies novas de Eleutherodactylus do sudeste da Bahia, Brasil (Anura, Leptodactylidae). Revista Brasileira de Biologia, vol. 34, no 1, p. 11-18.